# HD 269810
HD 269810は、大マゼラン雲にある青色巨星である。既知の恒星の中で、質量が最も大きい恒星の一つ、且つ光度が最も高い恒星の一つで、スペクトル型がO2の数少ない既知の恒星の一つである。

## 名称
HD 269810は、ヘンリー・ドレイパーカタログ収録の恒星名だが、269810番はカタログ第1版には存在しなかった数字で、拡張版で追加されたものであり、正式にはHDE 269810という。

## 特徴
HD 269810は、スペクトル型がO2 III(f*)で、表面温度は52,500Kにもなるとみられる。光度階級がIIIであるので、主系列からいくぶん進化した段階にあることを示している。(f*)は、スペクトルの特異性を示す記号で、3階電離窒素イオン（波長4,058Å）の輝線が2階電離窒素イオン（波長4,634・4,640・4,642Å）輝線より強く、2階電離窒素イオンの輝線の強さは中程度で、そこに弱い1階電離ヘリウムイオン（波長4,686Å）の吸収線が付随することを示しており、HD 269810はこのようなスペクトル型の恒星の典型とされる。
半径は、太陽の18倍程度だが、表面温度が非常に高いので、太陽の200万倍くらい明るい。高い温度は、高速の恒星風を生み出し、その終端速度は3,750km/sに達する。この恒星風で、1年当たり太陽質量の100万分の1という質量の物質を放出している。1995年の段階では、HD 269810の質量は太陽の190倍で、既知の恒星の中で最も大きいとされていたが、その後の研究で太陽の150倍程度であろうと考えられている。

## 進化
HD 269810くらい質量の大きい恒星が、大マゼラン雲に典型的な金属量だったとすると、強い対流と自転による撹拌で、化学的にほぼ均質な状態で進化すると予想される。そのような恒星の表面での組成は、核で水素核融合が起こっている段階でも、ヘリウム、窒素が過剰になる。
この先は、高光度青色変光星を経ずにウォルフ・ライエ星へと進化し、ウォルフ・ライエ星としての進化を経てIc型超新星（またはIb型）となり、後にはブラックホールが残ると考えられる。全体での寿命はおよそ200-300万年で、そのうち大半をO型星として過ごす。
高速で自転する大質量星は、最終的に極超新星として、長周期ガンマ線バーストを起こすことが期待されるが、HD 269810のように質量があまりに大きいと、激しい質量放出と外層の急膨張のせいで、自転速度がどんどん低下すると予想され、長周期ガンマ線バーストにはならないのではないかと考えられる。